# Germania Judaica
La Germania Judaica, biblioteca de Colònia sobre la història dels jueus alemanys, es va fundar el 1959. Un dels cofundadors va ser Heinrich Böll. Es constitueix com una associació registrada i està administrada per la biblioteca central de la ciutat de Colònia.
Amb un fons d’uns 85.000 volums i uns 500 diaris, és la biblioteca científica especialitzada més gran sobre la història i la cultura dels jueus de parla alemanya d’Europa.
Aquesta institució s'ha de distingir del projecte d'investigació Germania Judaica, que des de 1903 compila un "directori alfabètic de totes les localitats de l'Imperi alemany on hi ha hagut assentaments jueus des dels primers temps fins al tractat de Viena".

## Història
El 1959 es va reunir a Colònia una iniciativa ciutadana que, després de la visita de Martin Buber a Colònia el 1958, va fundar l'associació i, alhora, la biblioteca Germania Judaica per tal de fundar un instrument eficaç contra l'antisemitisme encara imperant a Alemanya.
Els escriptors Heinrich Böll i Paul Schallück, el periodista Wilhelm Unger, l'editor Ernst Brücher, el departament cultural de la ciutat de Colònia, Kurt Hackenberg, cap de la llibreria universitària i llibreter Karl Keller,també van convèncer més tard Klaus von Dohnanyi que el públic està molt poc informat sobre la història i la cultura dels jueus de parla alemanya i que la ignorància promou els prejudicis L'establiment de la Germania Judaica també va estar relacionat amb la profanació de la sinagoga de Colònia.
L’inventari de literatura inicialment estava format per només 180 obres impreses. Jutta Bohnke-Kollwitz, doctor en estudis alemanys, va assumir la feina com a segon director general i cap de la biblioteca. Germania Judaica estava allotjada a la torre Hansa. Es troba a la biblioteca de la ciutat de Colònia a Neumarkt des del 1979. Ara hi ha 45.000 volums a la zona d’accés obert; aproximadament el mateix nombre es troba al soterrani. Des de 1993 fins a la seva mort el 2017, la judaista Annette Haller va ser la cap de biblioteca. Ursula Reuter, doctorada en història, és directora general de Germania Judaica des de l’abril del 2018.
La Germania Judaica ha estat finançada institucionalment per la ciutat de Colònia i l'estat de Renània del Nord-Westfàlia des dels anys setanta. El pressupost anual de noves adquisicions el 2005 va ser de 9.000 euros. Des que l'estat de Renània del Nord-Westfàlia va retirar del suport a la biblioteca el 2005, Germania Judaica ha estat finançada exclusivament per la ciutat de Colònia des del 2006. Tot i això, la ciutat espera que la biblioteca utilitzi fonts diferents de les fonts de la ciutat per finançar el seu pressupost de llibres. Germania Judaica també es recolza en les contribucions dels seus membres i en donacions privades. El 2008 el càrrec de bibliotecari es va tornar a cobrir després de gairebé quatre anys.
Com a biblioteca científica especial, la Germania Judaica serveix als lectors de Colònia, així com a investigadors de tota Alemanya i de l'estranger. La Germania Judaica recopila principalment literatura sobre la història dels jueus a Alemanya des del començament del període modern. La col·lecció se centra en la història local i regional. Altres punts d'interès són:
- Història dels jueus de parla alemanya del primer període modern (jueus protectors, emancipació, història de la comunitat, organització, biografies, jueus sota nacionalsocialisme, camps de concentració, emigració, història de l'exili, jueus després de 1945)
- Història i cultura jueves generals (religió, art, educació, sociologia, jueus en àrees no alemanyes)
- Sionisme i Palestina / Israel (sionisme, Palestina, fundació d’un estat, conflicte a l’Orient Mitjà, immigració, formes d’assentament, cultura, quaderns de viatge)
- Antisemitisme (fonts de l'antisemitisme modern, racisme, teories de l'antisemitisme, contramesures, neo-nazisme)
- Representació de jueus en literatura i cinema (novel·les, drames, llibres per a joves i nens, literatura secundària)
- Publicacions periòdiques alemanyes-jueves (més de 500 diaris i revistes jueves diferents; diaris i revistes actuals)